# 귀정사지
귀정사지(歸政寺址)는 대한민국 전북특별자치도 남원시 산동면 대상리에 있는 절 터이다. 1985년 8월 16일 전라북도의 기념물 제76호로 지정되었다.

## 개요
귀정사는 백제 무녕왕 15년(515)에 현오국사가 지은 사찰로 원래 만행사라 불렀던 것을 후에 귀정사라 고쳐 불렀다고 한다. 사찰이름을 바꾼 유래에 대하여는 백제의 왕이 3일간 승려의 설법을 들으며 귀정사에서 국정을 살폈기 때문이라고 전한다.
고려 목종 5년(1002)과 세조 14년(1468) 두 차례에 걸쳐 크게 고쳐지었는데, 이때가 귀정사의 전성시대였다. 그후 임진왜란과 정유재란으로 파손된 것을 현종 5년(1664) 설제대사가 비교적 옛모습대로 고쳐 짓고, 순조 4년(1804) 현일대사가 다시 보수하였으나, 한국전쟁 이후 공비토벌 작전상의 이유로 유엔군이 모두 불태워 버렸다.
기록에 의하면 옛 귀정사에는 법당, 정루, 만월당, 승당, 연화당, 삼광전, 문수전, 상실, 명월당이 있었으며, 부속암자로는 남암, 대은암, 영당, 낙은암이 있었다 하나 모두 소실되고, 현재는 유정동 스님의 노력으로 대웅전, 승당, 산신각, 요사만을 새로 짓고, 1968년에 마무리 된 상태이다.

## 참고 문헌
- 귀정사지 - 국가유산청 국가유산포털